# Phytoecia pseudosomereni
Phytoecia pseudosomereni är en skalbaggsart som beskrevs av Stefan von Breuning 1964. Phytoecia pseudosomereni ingår i släktet Phytoecia och familjen långhorningar. Inga underarter finns listade i Catalogue of Life.